# غوستافو فيغيروا
غوستافو فيغيروا (بالإنجليزية: Gustavo Figueroa) (30 أغسطس 1978 في الولايات المتحدة - ) هو لاعب كرة قدم أمريكي في مركز الهجوم. شارك مع منتخب الإكوادور لكرة القدم. أما مع النوادي، فقد لعب مع ليغا دي كيتو ونادي إيميلك ونادي ديبورتيفو إل ناسيونال ونادي سبورتينغ كريستال وDeportivo Azogues ‏ ونادي أوكاس وديبورتيفو كوينكا ونادي ماكارا وموشك رونا ‏.

## وصلات خارجية
- غوستافو فيغيروا على موقع إي إس بي إن إف سي (الإنجليزية)
- غوستافو فيغيروا على موقع قاعدة بيانات كرة القدم.إي يو (الإنجليزية)
- غوستافو فيغيروا على موقع ناشيونال فوتبول تيمز (الإنجليزية)
- غوستافو فيغيروا على موقع Soccerway.com (الإنجليزية)